# Adaltruda
Adaltrude o Adeltrude fou una dama franca de la fi del segle VII i del començament del segle viii, filla de Bercari, majordom de palau de Nèustria, i esposa de Drogó de Xampanya, duc de Xampanya.

## Biografia
Era filla de Bercari, majordom de palau de Nèustria del 686 al 688 i d'Anstruda, la filla de Warattó, majordom del palau de Nèustria del 680 al 686 i d'Ansefleda. A la Gesta Fontanellensium es qualifica Adaltruda, esposa de Drogó, de filla de Warattó i de la seva dona Ansefleda (filia Warattonis [i] Ansfledis coniugis eius), però aquest vincle no és tingut en compte.
Des de la mort de Clodoveu, sempre hi havia hagut un antagonisme entre l'Austràsie, antic regne dels Francs ripuaris que havien continuat sent més aviat bàrbars i la Nèustria, l'antic fœdus (feu) dels Francs salis, qui s'havian estès cap a la Gàl·lia romana i que s'havien romanitzat. Aquestes diferències s'havien intensificat en el transcurs de les guerres entre les reines Fredegunda i Brunequilda, fins al punt que fins i tot quan Clotari II, rei de Nèustria, va reunificar els regnes francs, havia hagut d'anomenar un rei particular per l'Austràsia, en la persona del seu fill Dagobert I, que quan va succeir al seu pare, va haver de fer el mateix.
Després, fins i tot si els reis merovingis foren titelles col·locats sobre el tron pels majordoms del palau, la Nèustria i l'Austràsia tenien els seus majordoms particulars. El 679, el majordom del palau de Nèustria era Ebroí, mentre que el d'Austràsia era Pipí d'Héristal. Pipí va intentar llavors envair la Nèustria, però fou derrotat a Laon. Poc després, Ebroí fou assassinat el 681 per un senyor franc, Ermenfroi, que es va refugiar a la cort d'Austràsia. Fou reemplaçat pel seu parent Warattó que no va intentar fer la guerra a l'Austràsia, però fou breument enderrocat pel seu fill Gislemar, el qual si que va atacar l'Austràsia, però va morir. Warattó va tornar al poder, morint el 686 i sent reemplaçat pel seu gendre Bercari, que fou derrotat per Pipí a Tertry el 687.
Fou llavors que Ansfleda, vídua de Warattó, va agafar els afers en mà, va fer assassinar el seu gendre i va negociar la pau amb Pipí. Per reforçar el tractat, van acordar casar a Drogó de Xampanya, fill de Pipí, amb Adaltruda, filla de Bercari
El duc Drogó de Xampanya i Adaltruda van tenir fills:
- Arnulf († 723), citat com a duc el 704 i el 723 quan es va revoltar contra Carles Martell
- Hug († 730), abat de Saint Denis, abat de Fontenelle i abat de Jumièges, arquebisbe de Rouen el 719, bisbe de Paris i de Bayeux el 723.
- Pipí († 723), citat amb els seus germans en una carta del 715 i el 723, quan es va revoltar contra Carles Martell
- Godefreu, citat amb els seus germans en una carta del 715 i el 723, quan es va revoltar contra Carles Martell

Drogó va morir el 708. No se que va passar llavors amb Adaltrude, però es suposa que va morir per aquest temps, ja que és la seva àvia Ansfleda la que va criar als seus fils.